# 2010 год в спорте
Список 2010 год в спорте описывает спортивные события, произошедшие в 2010 году.
См. также: Категория:2010 год в спорте

## Автомотоспорт
- Формула-1:  Себастьян Феттель (Red Bull Racing)

## Бокс
- 20 апреля — 2 мая в Баку: Чемпионат мира по боксу среди молодёжи 2010.

## Баскетбол
См. также: 2010 год в баскетболе
- Единая лига ВТБ:  Россия ЦСКА (Москва)
- Кубок Европы:  Валенсия
- Евролига:  Греция Панатинаикос
- Кубок вызова:  Италия Виртус (Болонья)
- FIBA Asia Champions Cup 2009[англ.]:  Иран Махрам Тегеран
- Liga Sudamericana[англ.]:  Бразилия Фламенго
- НБА: Лос-Анджелес Лейкерс
- Суперлига А: ЦСКА (Москва)
- Серия А: Сиена
- А1: Панатинаикос
- Pro А: АСВЕЛ
- Суперлига Украины: Азовмаш
- Суперлига Грузии: Энергия Рустави
- ЛБЛ: Летувос Ритас
- ЛБЛ: Вентспилс
- ЭБЛ: Калев (Таллин)

## Биатлон
См. также: Общий зачёт Кубка мира по биатлону 2009-2010

## Волейбол
См. также: 2010 год в волейболе
- Чемпионат мира по волейболу (мужчины):  Бразилия
- Чемпионат мира по волейболу (женщины):  Россия

## Олимпийское движение
- 13—28 февраля в Ванкувере: Зимние Олимпийские игры 2010 года.
- 12—21 марта в Ванкувере: Зимние Паралимпийские игры 2010 года
- 14—26 августа — в Сингапуре: Летние Юношеские Олимпийские игры 2010 .

## Фигурное катание
- 18—24 января в Таллине (Эстония) прошёл чемпионат Европы 2010;
- 27—30 января в южно-корейском Чонджу прошёл чемпионат четырёх континентов 2010 (аналог чемпионата Европы для фигуристов стран Америки, Азии, Африки и Австралии)
- 8—14 марта Гааге (Нидерланды) прошёл Чемпионат 2010 года среди юниоров
- 22—28 марта в итальянском Турине прошёл Чемпионат мира по фигурному катанию 2010

## Футбол
- Чемпионом России стал «Зенит».
- Чемпионом Англии стал «Челси».
- Чемпионами Аргентины стали «Архентинос Хуниорс» (Клаусура) и «Эстудиантес» (Апертура).
- Чемпионом Бразилии стал «Флуминенсе».
- Чемпионом Германии стала «Бавария».
- Чемпионом Италии стал «Интернационале».
- Чемпионом Испании стала «Барселона».
- Чемпионами Мексики стали «Толука» (Клаусура/Бисентенарио) и «Монтеррей» (Апертура).
- Чемпионом Уругвая стал «Пеньяроль».
- Чемпионом Франции стал «Олимпик» (Марсель).
- Победителем Лиги чемпионов УЕФА стал  «Интернационале».
- Победителем Лиги Европы УЕФА стал  «Атлетико Мадрид».
- Победителем Кубка Либертадорес стал  «Интернасьонал».
- Победителем Южноамериканский кубка стал  «Индепендьенте».
- Победителем клубного чемпионата мира стал  «Интернационале».
- Чемпионом мира стала сборная  Испании.

## Хоккей
См. также: 2010 год в хоккее с шайбой
- Чемпион Олимпийских игр  Канада
- Чемпион мира по хоккею с шайбой  Чехия
- Чемпионом КХЛ стал Ак Барс

## Прочие соревнования
- 3—14 октября в Дели: Игры содружества 2010
- 12—27 ноября в Гуанчжоу: Летние Азиатские игры 2010

## Персоналии

### Скончались
- 17 июля — Григорий Вартанов, мастер спорта СССР по боксу, судья международной категории, Заслуженный тренер РСФСР.

- 17 марта — Владислав Ратов, Заслуженный мастер спорта России, многократный чемпион мира по самбо, обладатель Кубка мира, абсолютный чемпион СССР по самбо, вице-президент федерации сумо России;
- 17 сентября — Нобль Сривитт (англ. Noble Threewitt) (99) — американский тренер верховых лошадей для участия в скачках[1].